# Polysyncraton crassum
Polysyncraton crassum is een zakpijpensoort uit de familie van de Didemnidae. De wetenschappelijke naam van de soort is voor het eerst geldig gepubliceerd in 1913 door Redikorzev.